# Anthidiellum boreale
Anthidiellum boreale är en biart som beskrevs av Wu 2004. Anthidiellum boreale ingår i släktet Anthidiellum och familjen buksamlarbin. Inga underarter finns listade i Catalogue of Life.